# Teatro Civico (Sassari)
Il Teatro Civico di Sassari si trova nel cuore della città lungo corso Vittorio Emanuele II. È intitolato al M° Luigi Canepa. Nell'area attualmente occupata dal teatro civico sorgeva fino al 1826 il palazzo di città, affacciato sulla scomparsa piazza del Comune, a metà della plata de Codinas, asse centrale della città murata. 

## Storia

### IlPalazzo di città

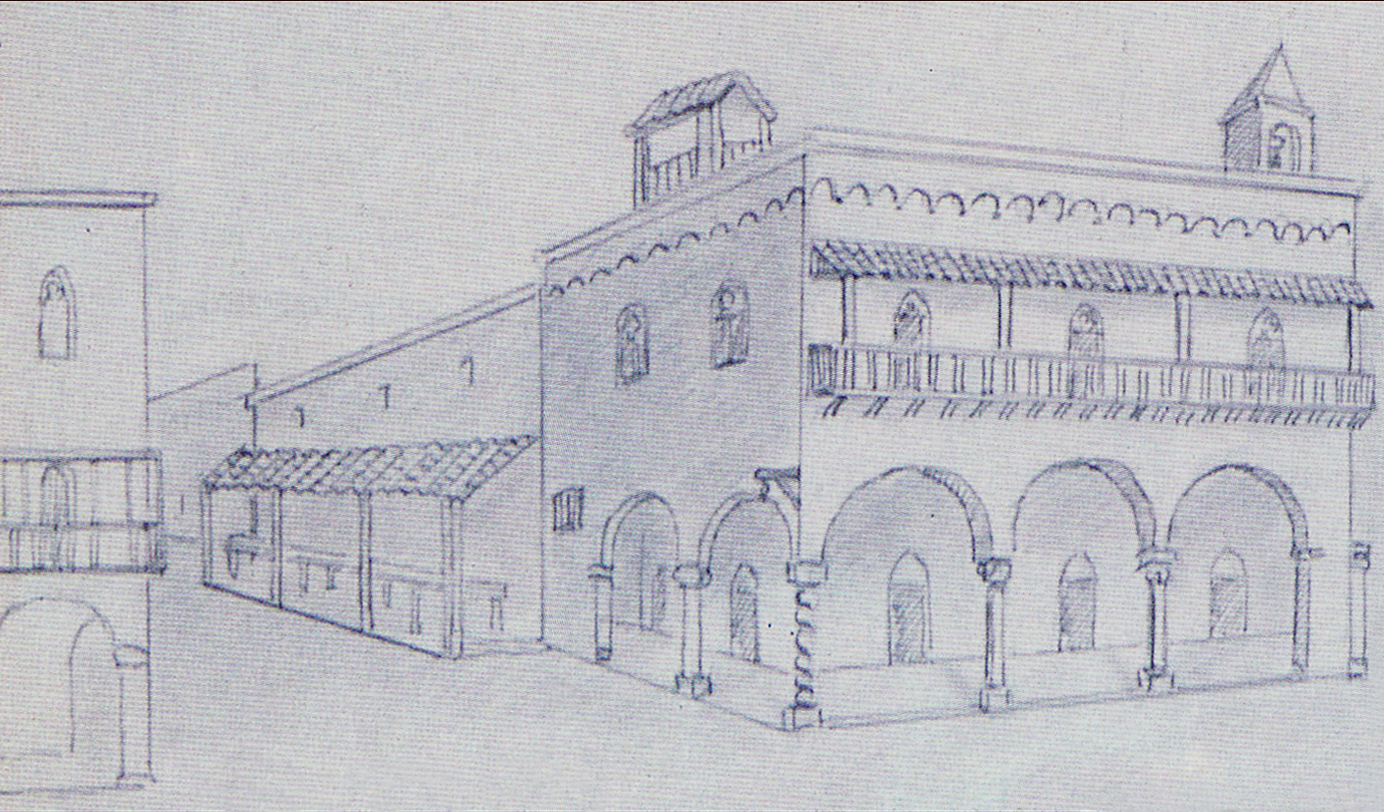
Ricostruzione ipotetica dell'antico palazzo comunale di origine duecentesca, demolito nel 1826.

Fin dalla metà del XIII secolo il palazzo di città era ubicato nell'area dove oggi si trova il Teatro Civico. Dagli Statuti del 1294 risulta che il palazzo aveva dei portici (porticales) su due lati, e una terza facciata che si affacciava sulla pubblica via: una sulla plata de Cotinas (attuale corso), una su campo dessa Corte dessu Comune e la terza sulla stretta dell'Orologio. 
Per tanti anni il piano terra era stato denominato «la loggia»: il primo a usare questo termine era stato Pasquale Tola. Enrico Costa la definisce come spazio «omnibus»  in quanto si prestava a svariati usi. 
Intorno al 1580 al palazzo, attraverso i portici, si accedeva al piano terra dove erano ubicati i locali più importanti: il salone del Consiglio, quello dei colloqui, la Cappella,e la sala della segreteria della vegueria. infine, nella parte posteriore c'era un cortile attraverso il quale, gli impiegati e i consiglieri potevano raggiungere i diversi uffici. Fra il 1593 e il 1596 fu costruito un piano superiore dove furono spostati alcuni uffici.

### La costruzione delnuovo Palazzo di città(1826)
Le precarie condizioni dell'edificio medievale, come il rinnovamento urbanistico dei primi decenni dell'Ottocento avviato dal re Carlo Felice, portarono nel 1826 alla decisione di erigere un nuovo palazzo civico con la forma dell'attuale struttura neoclassica. Realizzato su progetto dell'allora architetto di città Giuseppe Cominotti, comprendeva un adeguato teatro civico in sostituzione delle precedenti strutture dedicate presenti in loco, disegnato a ferro di cavallo sull'esempio del teatro Carignano di Torino, sebbene di dimensioni minori. Fra le due funzioni dell'edificio, il privilegio concesso alla struttura teatrale ne determinò l'inadeguatezza come palazzo comunale, portando al trasloco prima a palazzo Manca di Usini nel 1879, e nel 1900 nell'attuale sede di palazzo ducale.
Ai primi del novecento ebbe inizio un lento degrado delle strutture e delle attività legate al teatro, che portarono nel 1947 alla demolizione delle strutture lignee e delle decorazioni. Il teatro riaprì nel 1967, dopo un radicale restauro resosi necessario da un violento incendio. Nuovamente restaurato agli inizi del XXI secolo, è tuttora sede di concerti, mostre d'arte e spettacoli, specialmente in sassarese.
Il ricordo della presenza del palazzo di città e del palazzo civico è rimasto vivo nella memoria cittadina come stazione della festha manna. Difatti durante la Faradda di li candareri il sindaco (in sassarese lu sindagu) si affaccia dal balcone del teatro civico insieme all'obriere del gremio dei massai per formulare il rito dell'intregu, brindare col tradizionale augurio A zent'anni, e nel contempo sottoporsi al giudizio popolare sull'operato dell'ultimo anno, espresso sotto forma di fischi o applausi.
All'interno è collocata una targa con la quale l'amministrazione comunale ha voluto omaggiare il regista Giampiero Cubeddu.

## Descrizione

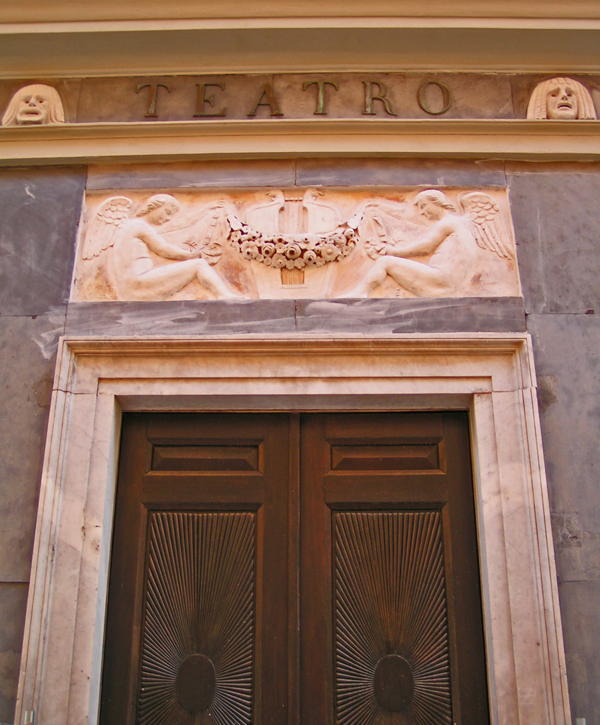
Portale su via Sebastiano Satta

La facciata principale prospiciente il corso segue canoni neoclassici-puristi; è sormontata da un frontone triangolare timpanato e scandita da quattro lesene di ordine ionico gigante. Inferiormente nell'asse centrale si pone l'accesso all'atrio, dove sono collocate due erme dedicate a Vittorio Alfieri e Carlo Goldoni opera dello scultore Francesco Orsolino. Sovrasta l'ingresso lo stemma della città e la targa recitante "AEDES · PVBLICA · IN · HANC · MELIOREM · FORMAM · REAEDIFICATA · A · D · MDCCCXXX".  All'ornamentazione dell'edificio lavorarono anche i pittori torinesi Pietro Bossi e Cesare Vacca.
Il prospetto verso via Sebastiano Satta è concluso da una lunetta cilindrica decorata con festoni e ghirlande; a lato una targa ricorda il passaggio in città di Giuseppe Garibaldi, al centro è collocato l'accesso al teatro.
La costruzione servirà da esempio all'architetto Franco Poggi per costruire fra il 1858 ed il 1862 il teatro civico di Alghero.

## Galleria d'immagini

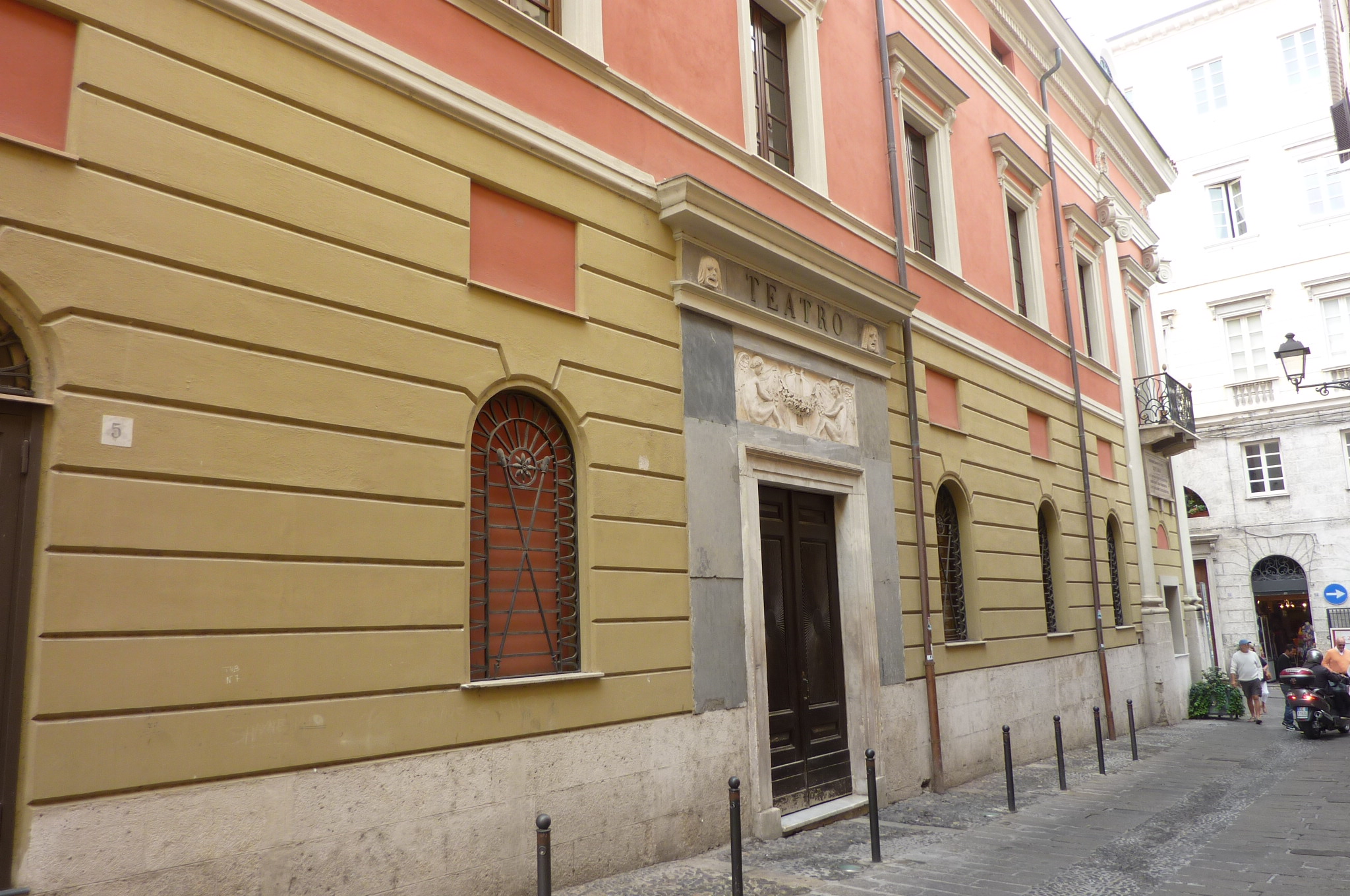
Entrata
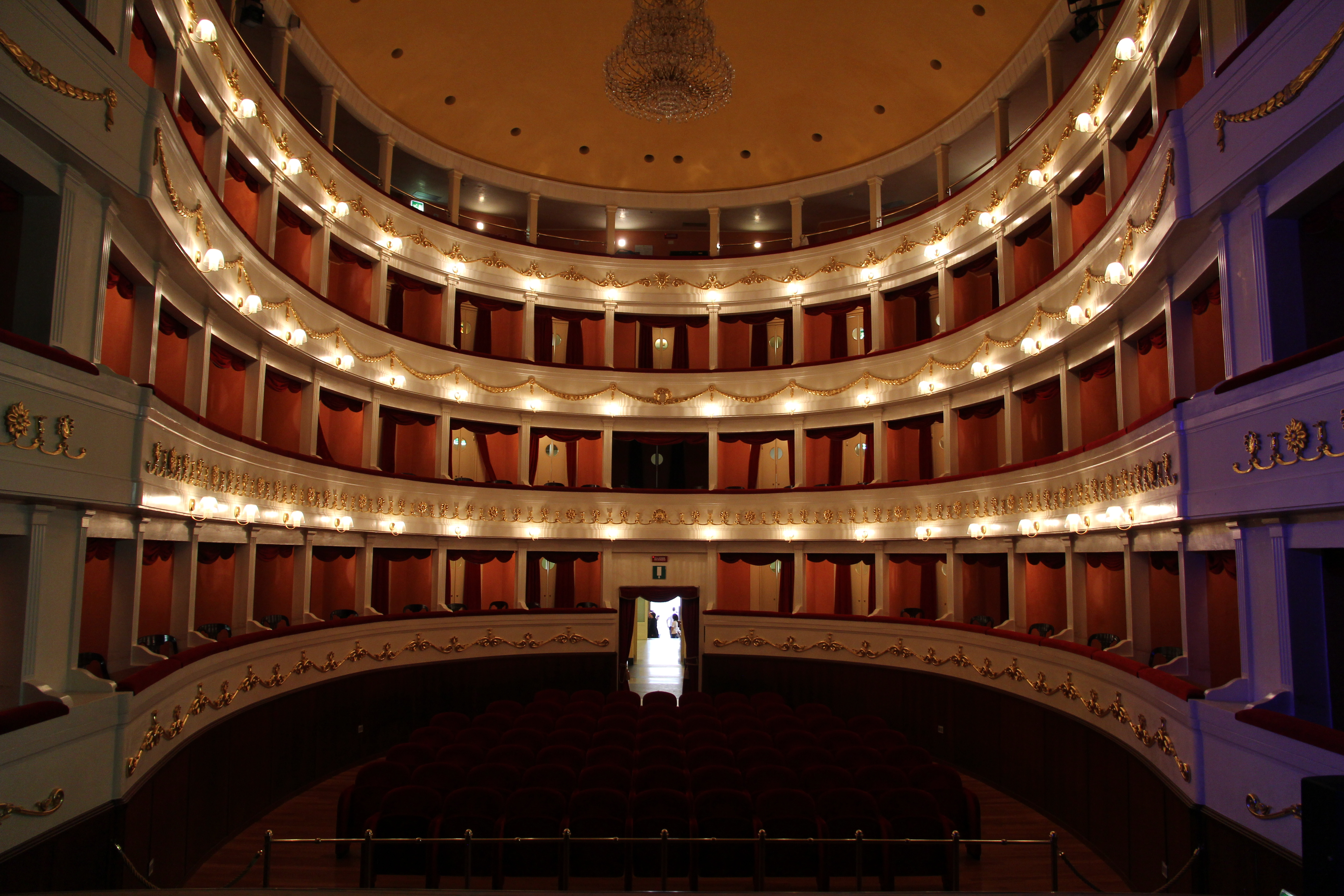
Interno
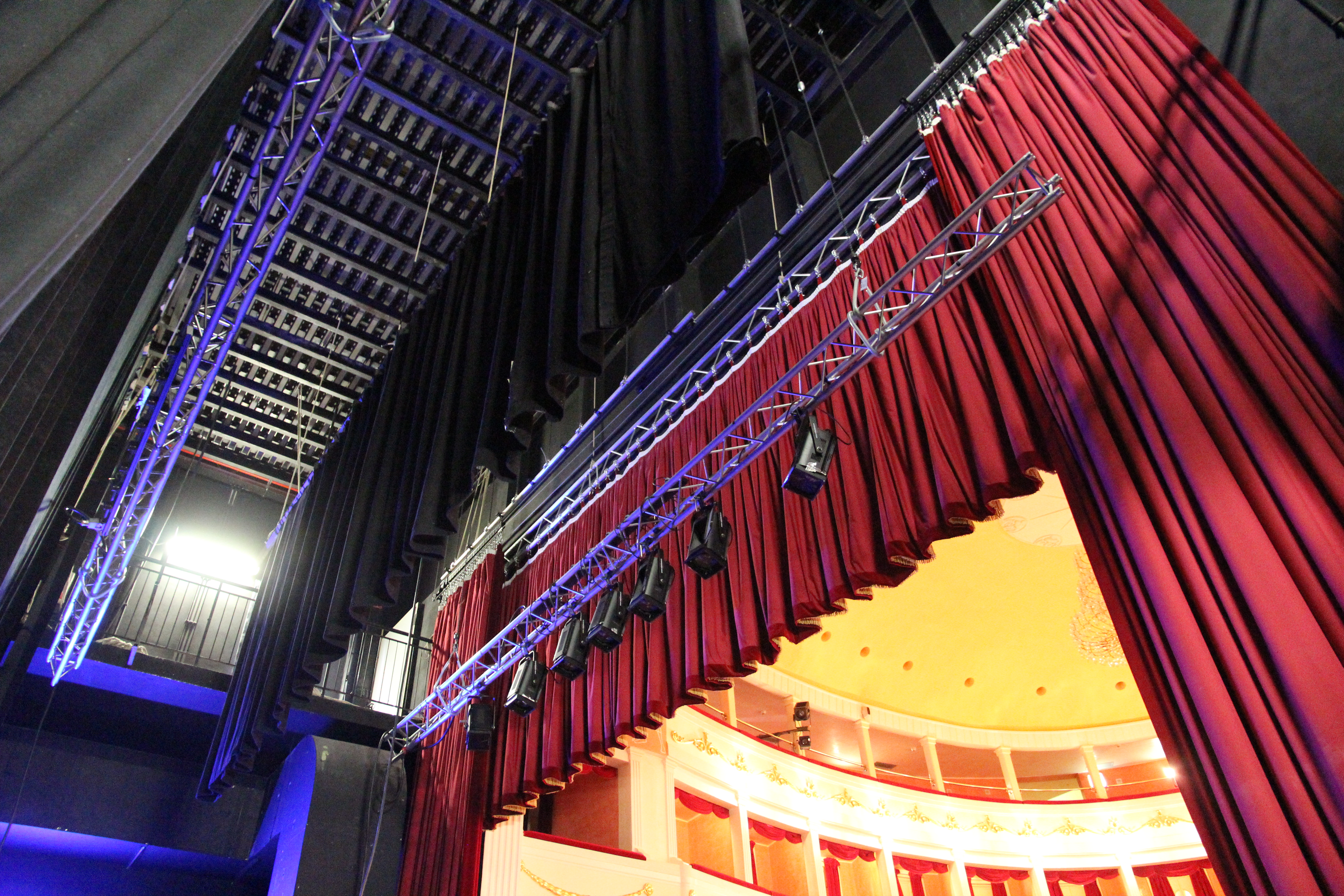
Interno
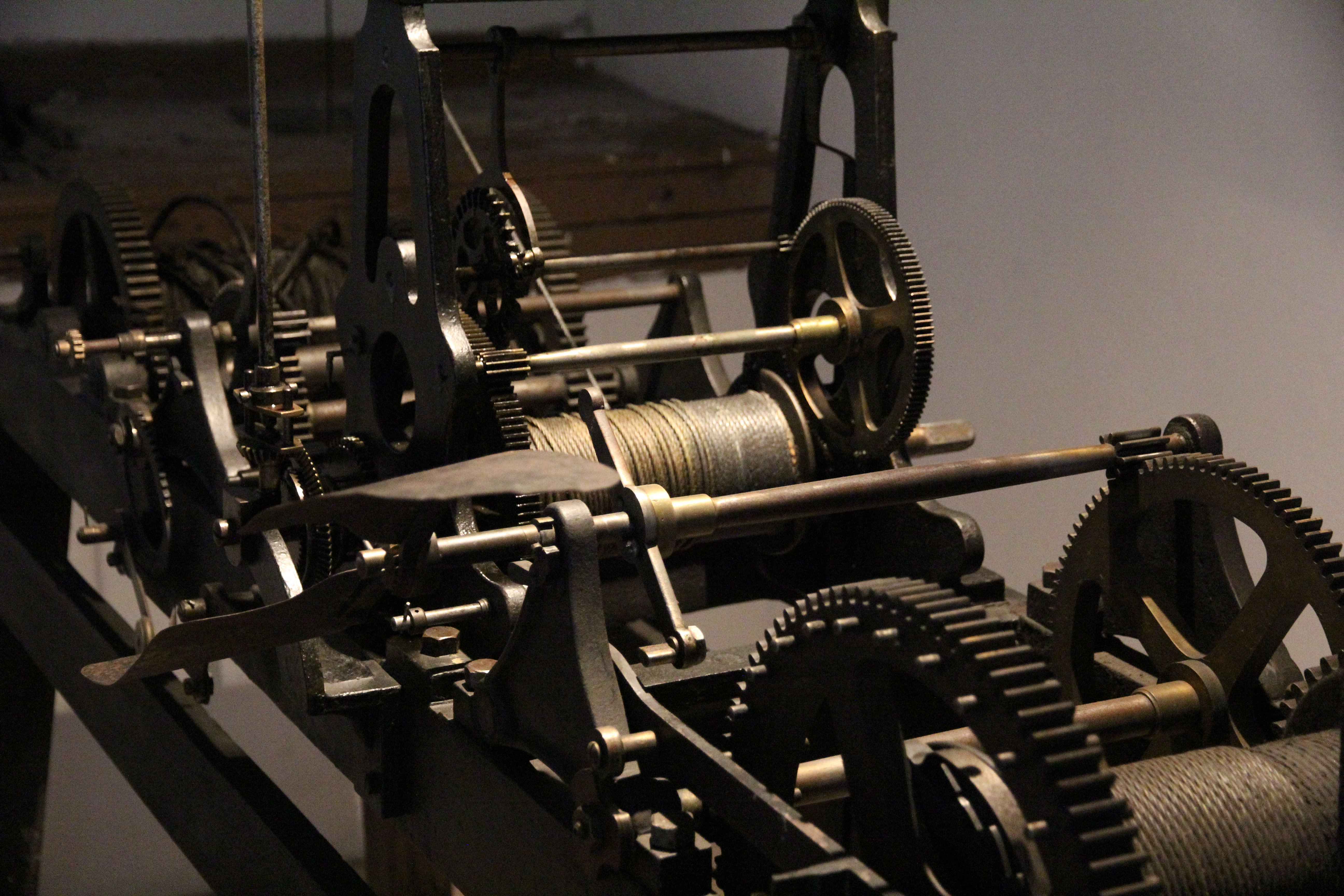
Ingranaggi dell'orologio